# Joe Hudepohl
Joseph „Joe“ Bernard Hudepohl (* 16. November 1973 in Cincinnati, Ohio) ist ein ehemaliger Schwimmer aus den Vereinigten Staaten. Er gewann zwei olympische Goldmedaillen und eine olympische Bronzemedaille.

## Karriere
Joe Hudepohls erste große internationale Meisterschaft waren die Pan Pacific Swimming Championships 1991 in Edmonton. Über 50 und 100 Meter Freistil verfehlte er den Finaleinzug. Über 200 Meter wurde er Zweiter und über 400 Meter Vierter. Mit der 4-mal-200-Meter-Staffel siegte er.
Im Jahr darauf trat Hudepohl bei den olympischen Schwimmwettbewerben 1992 in Barcelona in drei Disziplinen an. Über 200 Meter Freistil belegte er den sechsten Platz und war damit bester Schwimmer der Vereinigten Staaten. Am nächsten Tag wurde die 4-mal-200-Meter-Freistilstaffel ausgetragen. Im Vorlauf qualifizierten sich Scott Jaffe, Daniel Jorgensen, Jon Olsen und Doug Gjertsen mit der sechstbesten Zeit für das Finale. Im Endlauf schwammen Joe Hudepohl, Melvin Stewart, Jon Olsen und Doug Gjertsen und belegten den dritten Platz hinter der Staffel des Vereinten Teams aus der GUS und hinter den Schweden. Auch die nur im Vorlauf eingesetzten Schwimmer erhielten eine Medaille. Zwei Tage später qualifizierte sich die 4-mal-100-Meter-Freistilstaffel in der Besetzung Joe Hudepohl, Shaun Jordan, Joel Thomas und Jon Olsen mit der zweitbesten Zeit für das Finale. Im Finale siegten Joe Hudepohl, Matt Biondi, Tom Jager und Jon Olsen vor der Staffel des Vereinten Teams und den Deutschen.
Bei den Pan Pacific Swimming Championships 1993 in Kōbe siegte Hudepohl mit der 4-mal-100-Meter-Freistilstaffel und gewann Silber über 50 Meter Freistil, über 100 Meter Freistil wurde er Vierter. Zwei Jahre später fanden die Pan Pacific Swimming Championships in Atlanta statt. Hudepohl verpasste das Finale über die beiden kurzen Freistilstrecken und wurde Siebter über 200 Meter. Er gewann die Silbermedaille mit der 4-mal-200-Meter-Staffel und siegte mit der 4-mal-100-Meter-Staffel. David Fox, Joe Hudepohl, Jon Olsen und Gary Hall junior stellten dabei in 3:15,11 min einen neuen Weltrekord auf. Sie unterboten damit den alten Weltrekord von 1988, ihr Weltrekord wurde erst 2000 unterboten.
Bei den Olympischen Spielen 1996 in Atlanta trat Hudepohl nur in der 4-mal-200-Meter-Staffel an. Ryan Berube, Joe Hudepohl, Brad Schumacher und Jon Olsen erreichten den Endlauf mit der schnellsten Vorlaufzeit. Im Finale schwammen Josh Davis, Joe Hudepohl, Brad Schumacher und Ryan Berube noch einmal drei Sekunden schneller als im Vorlauf und gewannen die Goldmedaille vor den Schweden und den Deutschen.
Joe Hudepohl besuchte die St. Xavier High School in Ohio und war 1992 High-School-Schwimmer des Jahres. Nach den Olympischen Spielen 1992 studierte er an der Stanford University, wo er 1997 graduierte. Hudepohl arbeitete zunächst bei Goldman Sachs in New York City und ging später nach Tampa. 2015 wechselte er zu Atlanta Capital Management  einer Tochterfirma von Morgan Stanley.